# Lopuštík skloněný
Lopuštík skloněný (Hackelia deflexa) je nenápadná, modře kvetoucí bylina převážně výše položených kamenitých míst se zásaditým podložím. Tento druh rodu lopuštík, který byl v minulosti zařazován do rodu strošek (Lappula), se v přírodě České republiky vyskytuje na omezeném počtu lokalit a je počítán mezi rostlinné druhy ohrožení vyhynutím.

## Rozšíření
Druh je cirkumpolárně rozšířen téměř po celé Evropě, kde roste hlavně v horách (Pyreneje, Alpy, Karpaty) a v severní části Asie, ze západní Sibiře až po Dálný východ. Obvykle se však vyskytuje jen ostrůvkovitě. V Severní Americe je zastoupen poddruhem americana. V Česku roste převážně v mezofytiku, nejvíce v Českém středohoří a Moravském krasu, do oreofytika proniká jen v Hrubém Jeseníku.

## Ekologie
Je obecně opovažován za rostlinu mokrých sutí a zřícenin, roste na úpatí zastíněných a vlhkých skalních stěn, ve skalních výklencích i na kamenitých polích s dostatkem humusu. Je obvyklým doprovodem zřícených i obývaných starobylých hradů (např. Nístějka a Návarov v severních Čechách).
Většinou roste v podhorském či horském pásmu a je vázán na vápenatý podklad. Je diagnostickým druhem nepočetného nitrofilního společenstva rostoucího ve speciálních mikroklimatických podmínkách pod skalními převisy. Rostlina vykvétá v červenci a srpnu.

## Popis
Jednoletá až dvouletá, štětinatě chlupatá bylina s 2 až 60 cm vysokou lodyhou která je tuhá, přímá a větví se nejčastěji až v horní části. Listy má dlouhé 20 až 80 a široké 6 až 12 mm, jejich čepele jsou čárkovité nebo podlouhle kopinaté. Listová růžice je poměrně řídká a je tvořena řapíkatými listy, které brzy zasychají. Lodyžní listy jsou přisedlé, střídavé a směrem vzhůru se zmenšují.
Drobné, oboupohlavné, aktinomorfní květy nejsou větší než 5 mm a vyrůstají v mnohokvětém vijanu s listeny. Jsou pětičetné a mají krátké stopky, které se při zrání plodů prodlužují a sklánějí. Kalich je vytrvalý a jeho kopinaté cípy asi 1,5 mm dlouhé jsou přitlačené ke koruně, v době plodu se dvojnásobně zvětšují a nazpět odstávají. Nálevkovitá koruna o průměru asi 5 mm je světle modře zbarvená (ojediněle je bílá) a má krátkou trubku v ústí uzavřenou žlutými šupinkami pakorunky. V květu je pět krátkých tyčinek s prašníky, ze semeníku vyrůstá jedná čnělka s bliznou; pyl nutný k opylení přenáší hmyz.
Plod je poltivý a je tvořen čtyřmi tupě trojhrannými, zploštělými, hruškovitými tvrdkami připojenými ke krátkému čtyřhrannému lůžku. Jsou asi 4 mm dlouhé, hnědé, jemně zrnité a porostlé chlupy se záchytnými háčky, kterými se přichycují k srsti zvířat. Lopuštík skloněný se rozmnožuje výhradně semeny (tvrdkami). Ploidie druhu je 2n = 24.

## Ohrožení
V "Černém a červeném seznamu cévnatých rostlin" z roku 2000 byl lopuštík skloněný zařazen mezi kriticky ohrožené druhy (C1), v "Červeném seznamu cévnatých rostlin České republiky" z roku 2012 je přeřazen mezi druhy silně ohrožené (C2b).